# Staggia (Elsa)
Der Staggia ist ein Fluss mit 35 km Länge in der Provinz Siena in der Toskana in Italien, der bei Poggibonsi als rechter Nebenfluss in den Elsa mündet.

## Verlauf
Der Fluss entspringt im Chianti in der Gemeinde Radda in Chianti, Provinz Siena, ca. 15 km nordwestlich von Siena, an der Anhöhe Poggio di Fonte Rutoli. Nach der Quellgemeinde Radda in Chianti, die er ca. 1 km durchfließt, gelangt er südlich nach Quercegrossa (Gemeindegebiet von Monteriggioni und Castelnuovo Berardenga) und zur Gemeinde Castelnuovo Berardenga, wo er sich 4 km lang aufhält. Danach weilt er weitere 4 km auf dem Gebiet von Castellina in Chianti, wo nahe dem Ortsteil Rencine die Flüsse Gena und Gagliano zufließen, und elf im Gemeindegebiet von Monteriggioni, wo er zunächst nördlich von Basciano eintritt und den Ortsteil Badesse durchfließt. Hinter Monteriggioni (Ortsteil Castellino Scalo) tritt er dann in das Gemeindegebiet von Poggibonsi ein, wo der Carfini einfließt und das er auf insgesamt 15 km durchläuft. Er passiert hier zuerst den Ortsteil Staggia Senese und mündet nahe der Innenstadt von Poggibonsi in den Elsa.
Der Name Staggia entstammt dem Wort Stajo (später Staio, in der Mehrzahl als Staja bzw. Staia bezeichnet), einer alten Maßeinheit zum Wiegen von Getreide ähnlich dem Star, die im Mittelalter auf dem Markt nahe der Festung (Rocca di Staggia Senese) angewendet wurde.
Der Fluss ist Namensgebend für den Ortsteil Staggia Senese (Poggibonsi).

## Bilder

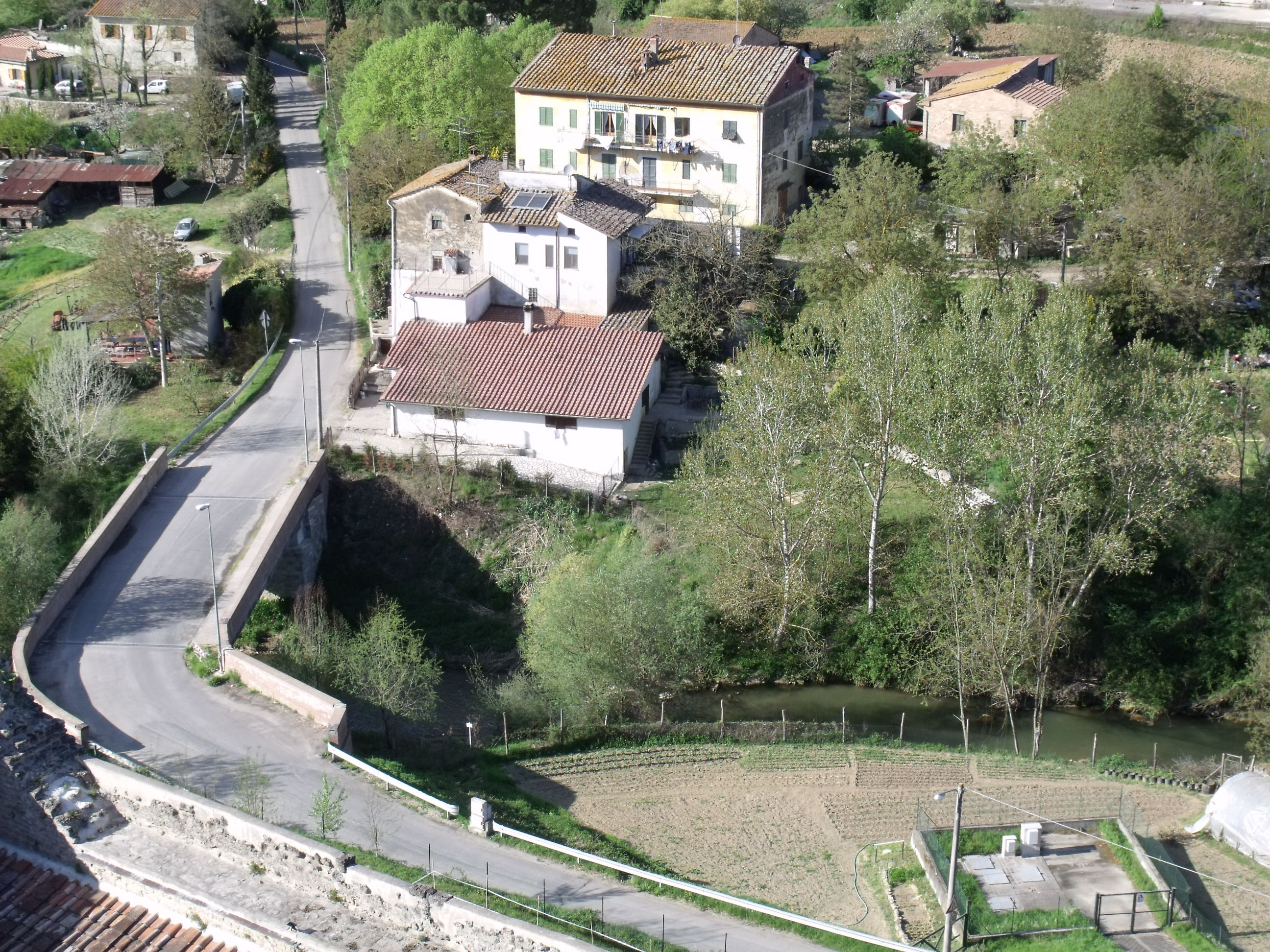
Der Staggia nahe der Burg in Staggia Senese (Ortsteil von Poggibonsi)
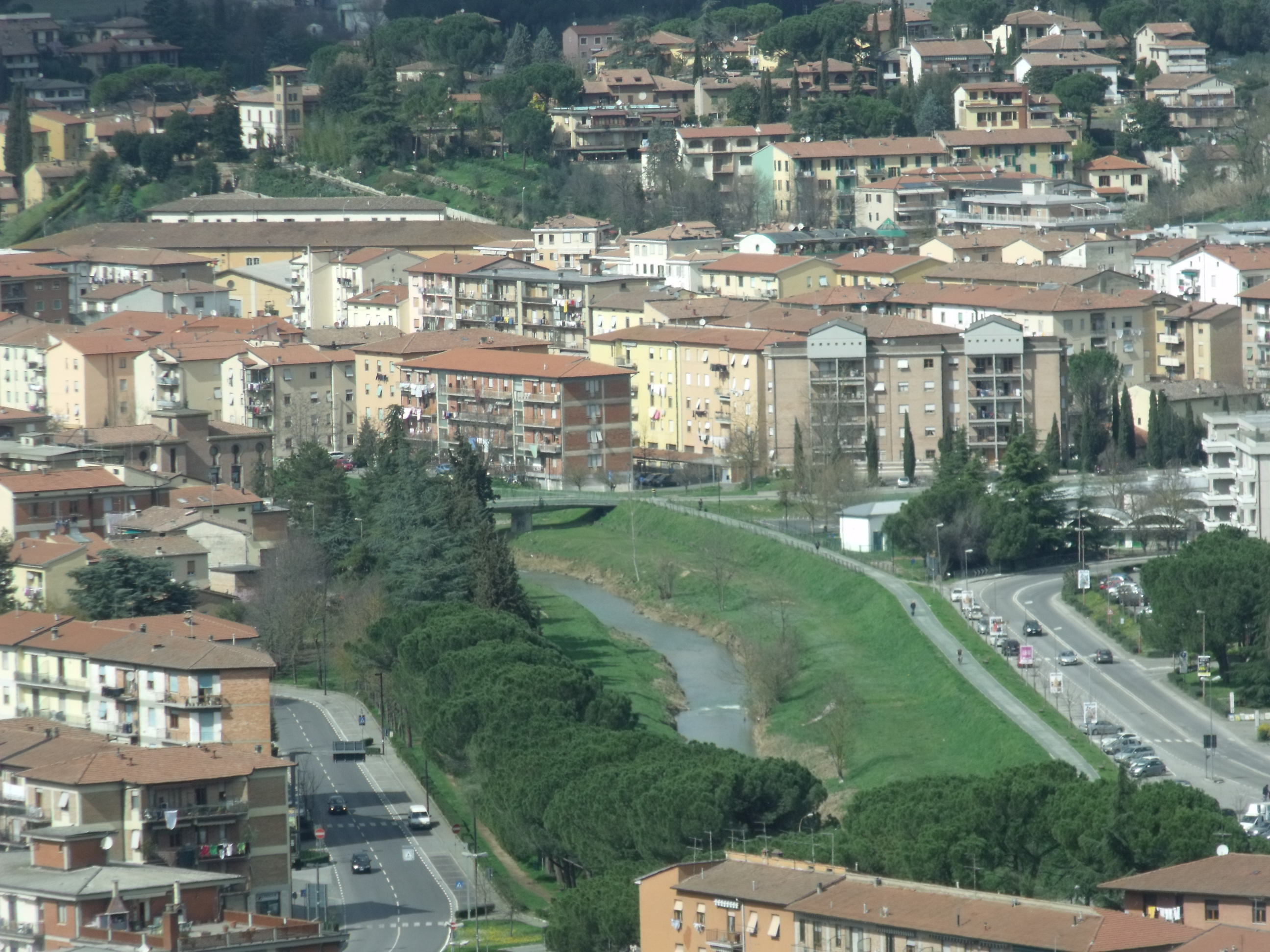
Der Staggia in Poggibonsi
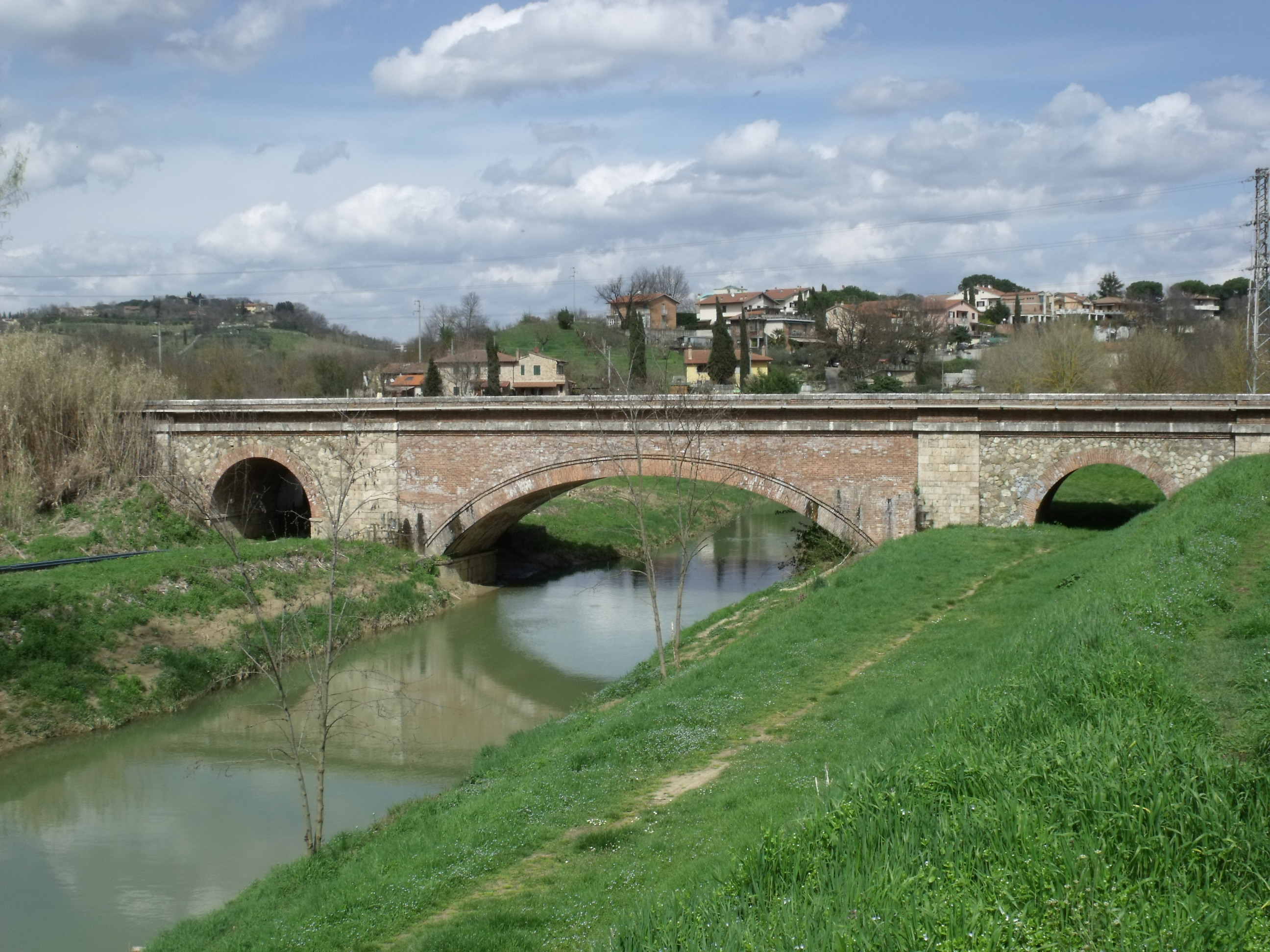
Der Staggia an der Eisenbahnbrücke von Poggibonsi
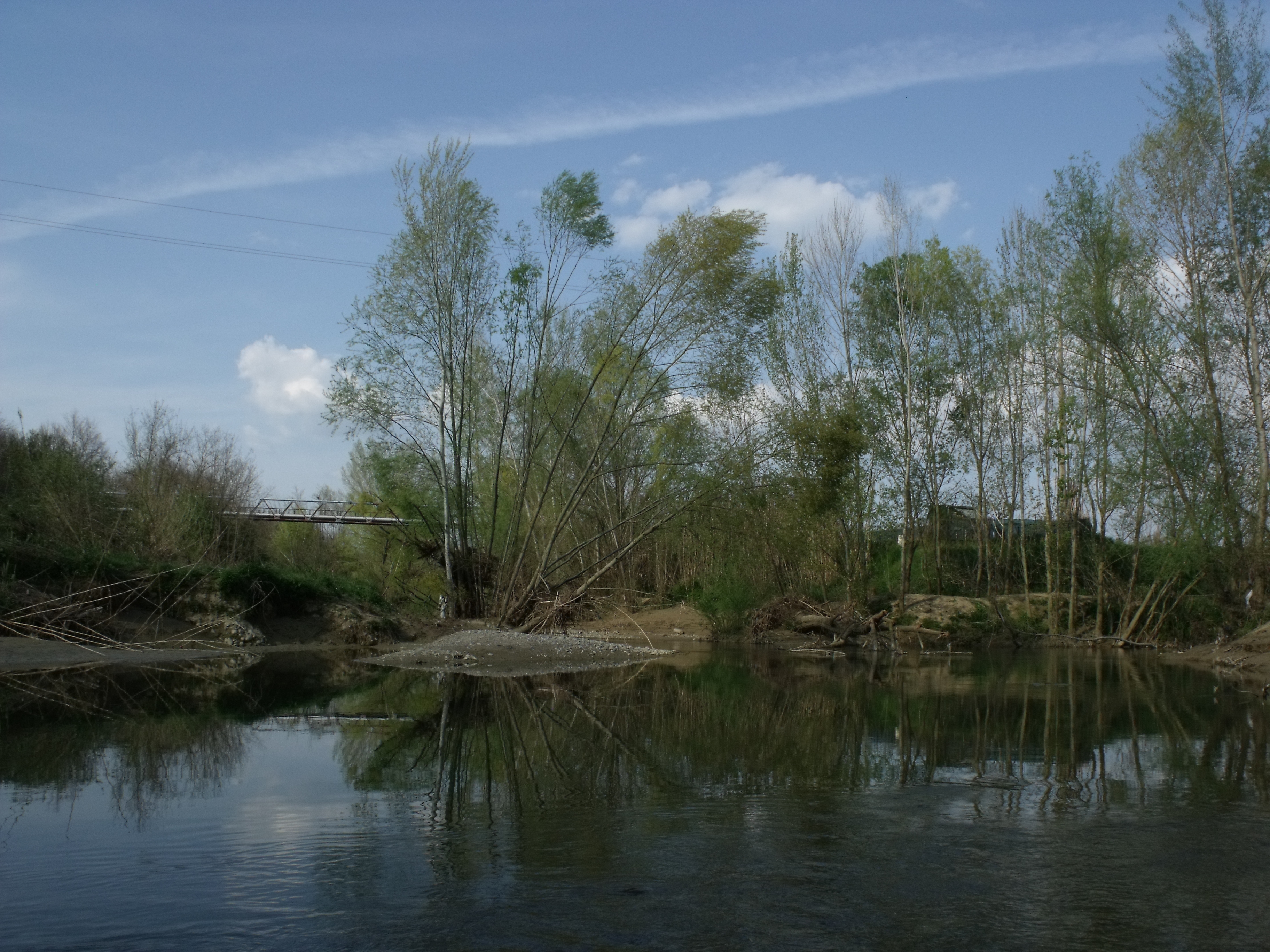
Der Staggia (links) fließt der Elsa (rechts) kurz nach Poggibonsi zu